# Gatow
Gatow (tyska: [ˈgaːtoː]) är en stadsdel i stadsdelsområdet Spandau i västra Berlin.
Gatow är den minsta stadsdelen i Berlin med 3 717 invånare (2012) och har en lantlig prägel och beskrivs som en by i storstaden. I söder gränsar Gatow till Kladow och i norr till Wilhelmstadt. I öster flyter Havel och i väster går Berlins stadsgräns. 
Den före detta militärflygplatsen Gatow, som är döpt efter stadsdelen, tillhör sedan 2003 den angränsande Berlinstadsdelen Kladow på grund av ändrade administrativa gränser.